# MHV DVS
MHV DVS is een Nederlandse hockeyclub uit de Noord-Brabantse plaats Waalre.
De club werd opgericht op 8 maart 1958 en speelt op De Aalstervelden, waar ook een voetbalvereniging (VV DVS) is gevestigd. Zowel het eerste heren- als damesteam komen in het seizoen 2024/25 uit in de derde klasse van de KNHB.
In de zomer van 2014 was men bezig met de aanleg van een semi-waterveld ter vervanging van het met zand ingestrooide veld.